# Ghostwire: Tokyo
Ghostwire: Tokyo est un jeu vidéo d'action-aventure à la première personne, développé par le studio Tango Gameworks et édité par Bethesda Softworks. Il est sorti le 25 mars 2022 sur Windows et sur PlayStation 5, en exclusivité temporaire console d'un an, pour ensuite sortir sur Xbox Series le 12 avril 2023,.

## Synopsis
Dans un futur proche, un événement paranormal, provoqué par Hannya, un individu masqué et dangereux, entraîne la mystérieuse disparition de 99 % de la population mondiale, et seuls les animaux semblent épargnés. Les esprits et fantômes du folklore japonais en profitent pour envahir les rues de Tokyo. Dans ce monde dévasté, le joueur incarne Akito Izuki qui se découvre des compétences paranormales. En réalité, Akito est possédé par un esprit d'un détective acariâtre et cynique répondant au nom de KK. Ensemble, ils vont devoir coopérer et utiliser les pouvoirs de KK pour résoudre le mystère de ces disparitions, et rétablir l'ordre à Tokyo.

## Personnages
- Akito Izuki : Le personnage principal, âgé de 22 ans. Alors qu'il se rendait à moto à l'hôpital pour voir sa sœur Mari, il est renversé par une voiture au moment où les Tokyoites disparaissent et font place aux Visiteurs. KK le choisit comme réceptacle.
- KK (prononcé Kaykay) : L'esprit d'un détective qui partage le corps d'Akito avec ce dernier. Ronchon et peu amical, il a toutefois bon fond malgré son sale caractère.

## Système de jeu
Ce jeu d'action-aventure se joue avec une vue à la première personne. Le joueur dispose de diverses capacités psychiques et paranormales afin de battre les fantômes et esprits appelés Visiteurs qui hantent la ville de Tokyo. A la manière de la série God of War, un ennemi, après avoir été très affaibli, pourra voir son âme détruite par un coup de grâce mis en scène.

## Postérité
En 2023, une fuite de documents internes à Microsoft et datant de quelques années révèle que le groupe ZeniMax Media, dont l'éditeur Bethesda faisait partie, prévoyait de sortir un second opus de Ghostwire: Tokyo en 2023 ou 2024.